# Sorbus setschwanensis
Sorbus setschwanensis är en rosväxtart som först beskrevs av Camillo Karl Schneider, och fick sitt nu gällande namn av Emil Bernhard Koehne. Sorbus setschwanensis ingår i släktet oxlar, och familjen rosväxter. Inga underarter finns listade i Catalogue of Life.